# Leo Ōsaki
Leo Ōsaki (大﨑 玲央?, Ōsaki Leo; Tokyo, 8 luglio 1991) è un calciatore giapponese, difensore o centrocampista del Consadole Sapporo.

## Caratteristiche tecniche
È un difensore centrale.

## Carriera
Ha giocato nella prima divisione giapponese.

## Statistiche

### Presenze e reti nei club
Statistiche aggiornate al 3 dicembre 2023.
| Stagione                | Squadra                 | Campionato              | Campionato | Campionato | Coppe nazionali | Coppe nazionali | Coppe nazionali | Coppe continentali | Coppe continentali | Coppe continentali | Altre coppe | Altre coppe | Altre coppe | Totale | Totale | Totale |
| Stagione                | Squadra                 | Comp                    | Pres       | Reti       | Comp            | Pres            | Reti            | Comp               | Pres               | Reti               | Comp        | Pres        | Reti        | Pres   | Reti   |        |
| ----------------------- | ----------------------- | ----------------------- | ---------- | ---------- | --------------- | --------------- | --------------- | ------------------ | ------------------ | ------------------ | ----------- | ----------- | ----------- | ------ | ------ | ------ |
| 2014                    | North Carolina          | NASL                    | 14         | 2          | USOC            | 0               | 0               | -                  | -                  | -                  | -           | -           | -           | 14     | 2      |        |
| 2015                    | North Carolina          | NASL                    | 15         | 1          | USOC            | 0               | 0               | -                  | -                  | -                  | -           | -           | -           | 15     | 1      |        |
| Totale North Carolina   | Totale North Carolina   | Totale North Carolina   | 29         | 3          |                 | 0               | 0               |                    | -                  | -                  |             | -           | -           | 29     | 3      |        |
| 2016                    | Yokohama FC             | J2                      | 31         | 1          | CG              | 3               | 1               | -                  | -                  | -                  | -           | -           | -           | 34     | 2      |        |
| 2017                    | Tokushima Vortis        | J2                      | 27         | 0          | CG              | 0               | 0               | -                  | -                  | -                  | -           | -           | -           | 27     | 0      |        |
| gen.-lug. 2018          | Tokushima Vortis        | J2                      | 17         | 0          | CG              | 0               | 0               | -                  | -                  | -                  | -           | -           | -           | 17     | 0      |        |
| Totale Tokushima Vortis | Totale Tokushima Vortis | Totale Tokushima Vortis | 44         | 0          |                 | 0               | 0               |                    | -                  | -                  |             | -           | -           | 44     | 0      |        |
| lug.-dic. 2018          | Vissel Kōbe             | J1                      | 17         | 0          | CG              | 1               | 0               | -                  | -                  | -                  | -           | -           | -           | 18     | 0      |        |
| 2019                    | Vissel Kōbe             | J1                      | 31         | 1          | CG+CdL          | 6+3             | 0               | -                  | -                  | -                  | -           | -           | -           | 40     | 1      |        |
| 2020                    | Vissel Kōbe             | J1                      | 24         | 0          | CdL             | 1               | 0               | ACL                | 2                  | 0                  | SG          | 1           | 0           | 28     | 0      |        |
| 2021                    | Vissel Kōbe             | J1                      | 11         | 1          | CG+CdL          | 0+7             | 0               | -                  | -                  | -                  | -           | -           | -           | 18     | 1      |        |
| 2022                    | Vissel Kōbe             | J1                      | 25         | 0          | CG+CdL          | 2+2             | 0               | ACL                | 6                  | 1                  | -           | -           | -           | 35     | 1      |        |
| 2023                    | Vissel Kōbe             | J1                      | 21         | 0          | CG+CdL          | 4+3             | 0               | -                  | -                  | -                  | -           | -           | -           | 28     | 0      |        |
| Totale Vissel Kōbe      | Totale Vissel Kōbe      | Totale Vissel Kōbe      | 129        | 2          |                 | 29              | 0               |                    | 8                  | 1                  |             | 1           | 0           | 167    | 3      |        |
| gen.-giu. 2024          | Emirates                | PL                      | 0          | 0          | -               | -               | -               | -                  | -                  | -                  | -           | -           | -           | 0      | 0      |        |
| Totale carriera         | Totale carriera         | Totale carriera         | 233        | 6          |                 | 32              | 1               |                    | 8                  | 1                  |             | 1           | 0           | 274    | 8      |        |

## Palmarès

### Club

#### Competizioni nazionali
- Coppa dell'Imperatore: 1

Vissel Kōbe: 2019
- Supercoppa del Giappone: 1

Vissel Kōbe: 2020
- Campionato giapponese: 1

Vissel Kōbe: 2023